# Tohuí
Tohuí (Ciudad de México, 21 de julio de 1981-Ciudad de México, 16 de noviembre de 1993) fue una panda gigante mexicana. Se convirtió en la primera de su especie en nacer en cautiverio fuera de China. Aunado a esto, se consagró como un icono popular de la cultura mexicana. 

## Biografía
Nació el 21 de julio de 1981 en el zoológico de Chapultepec de Ciudad de México, siendo hija de Ying Ying y Pe Pe, una pareja de pandas gigantes obsequiados a México por el gobierno chino el 10 de septiembre de 1975. En 1980, tuvo su primer cría, Xen-Li, que sólo sobrevivió ocho días. 
Vivió una vida sana, y en su momento, requirió de diversas maniobras internacionales para conseguirle pareja. Tuvo una hija de nombre Xin Xin, que fue concebida vía inseminación artificial de un panda de nombre Chia Chia, proveniente del Zoológico de Londres.

## Muerte
El 16 de noviembre de 1993, falleció a los 12 años de edad, a causa de una crisis de leptospira. Su cuerpo fue disecado y colocado en exhibición junto a los de sus padres y su pareja Chia Chia.

## Legado
A petición de la entonces primera dama del país, Carmen Romano, se creó la canción «El pequeño panda de Chapultepec», compuesta por Laura Gómez Llanos e interpretada por la cantante Yuri. Fue tal el éxito del sencillo, que en la producción LP de la cantante se volvió a incluir, alcanzando un millón de copias vendidas, según informó personal del equipo actual de Yuri.
La canción de «Towi Panda», interpretada por Ginny Hoffman, sirvió de entrada para sketches cómicos del programa de televisión La carabina de Ambrosio (1982).